# Het Bildt
Het Bildt es un antiguo municipio y región costera de la provincia de Frisia en los Países Bajos con capital en Sint Annaparochie. En 2013 tenía una población de 10.687 habitantes ocupando una superficie de 116,48 km², de los que 24,11 km² corresponden a la superficie ocupada por el agua, con una densidad de población de 116 h/km².  Tiene 15,4 kilómetros de costa al mar de Wadden. El municipio ocupa un antiguo pólder sobre lo que fue un brazo de mar conocido como Middelzee, o mar medio, desecado antes del inicio del siglo XIV. El suelo, formado por sedimentos marinos, es muy fértil y apto para la agricultura.
El municipio contaba con siete núcleos de población (aldeas). Sus nombres oficiales son los holandeses. Al haber sido poblado por agricultores procedentes de Holanda Meridional, el idioma hablado principalmente es el bildts, considerado un dialecto del neerlandés con mezcla del frisón occidental. Únicamente en Minnerstega, que no se integró en el municipio hasta 1984, el frisón es la lengua predominante. 
En Sint Annaparochie contrajo matrimonio en 1634 Rembrandt van Rijn con Saskia van Uylenburgh.
En enero de 2018 Het Bildt se fusionó con Franekeradeel, Menameradiel y parte de Littenseradeel para formar el nuevo municipio de Waadhoeke. 

## Galería

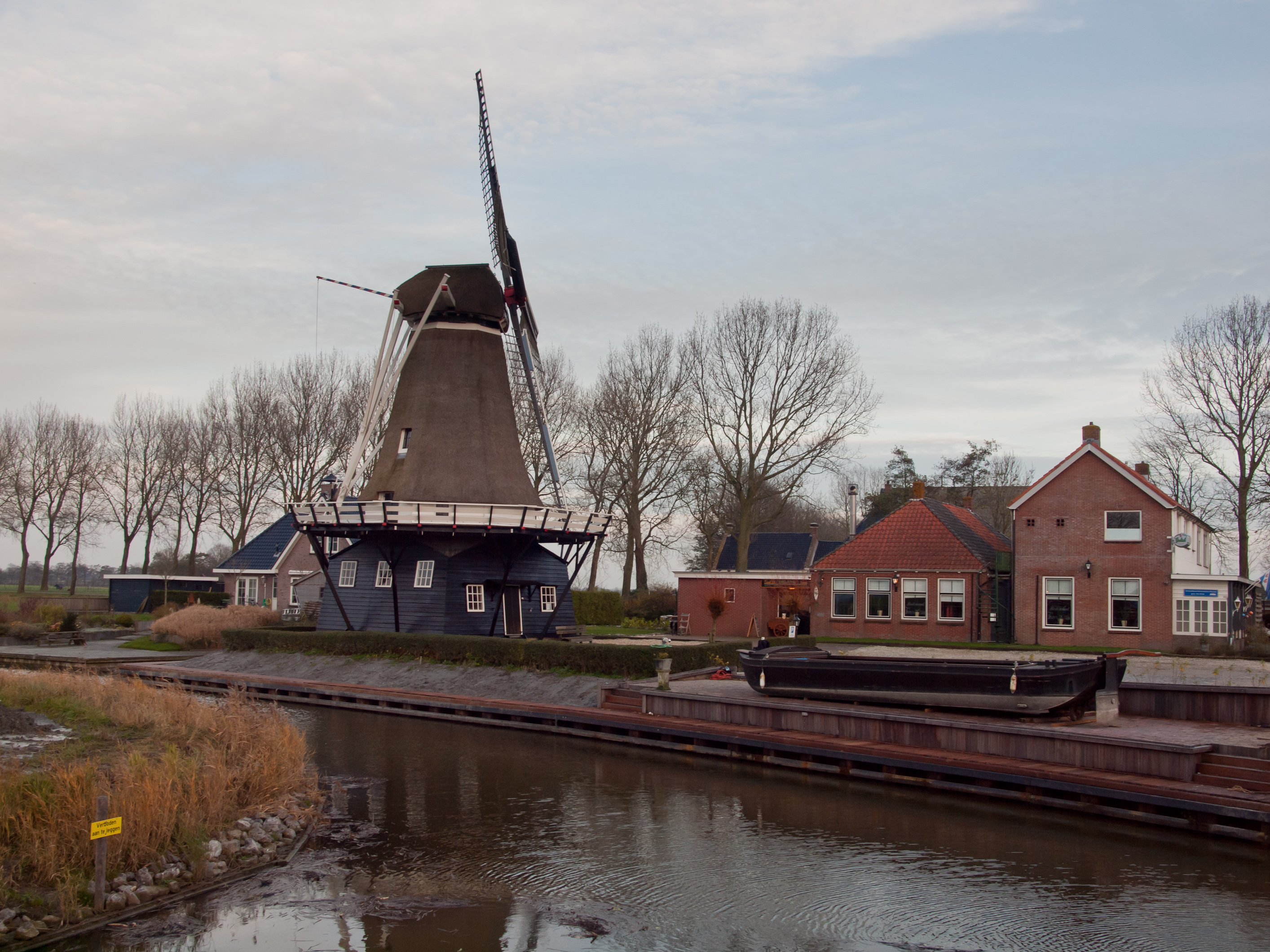
Un molino en Vrouwenparochie.
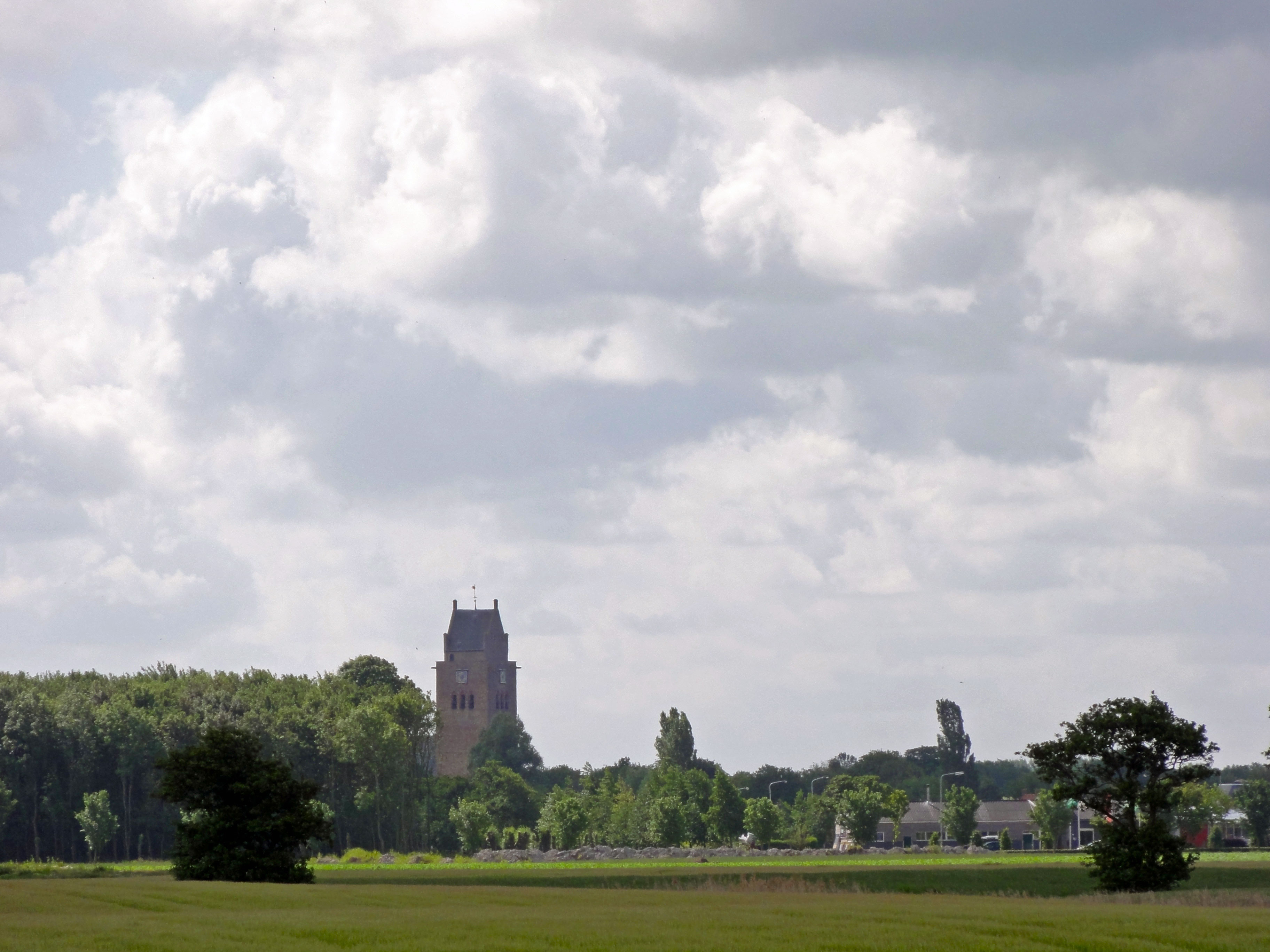
Minnertsga.
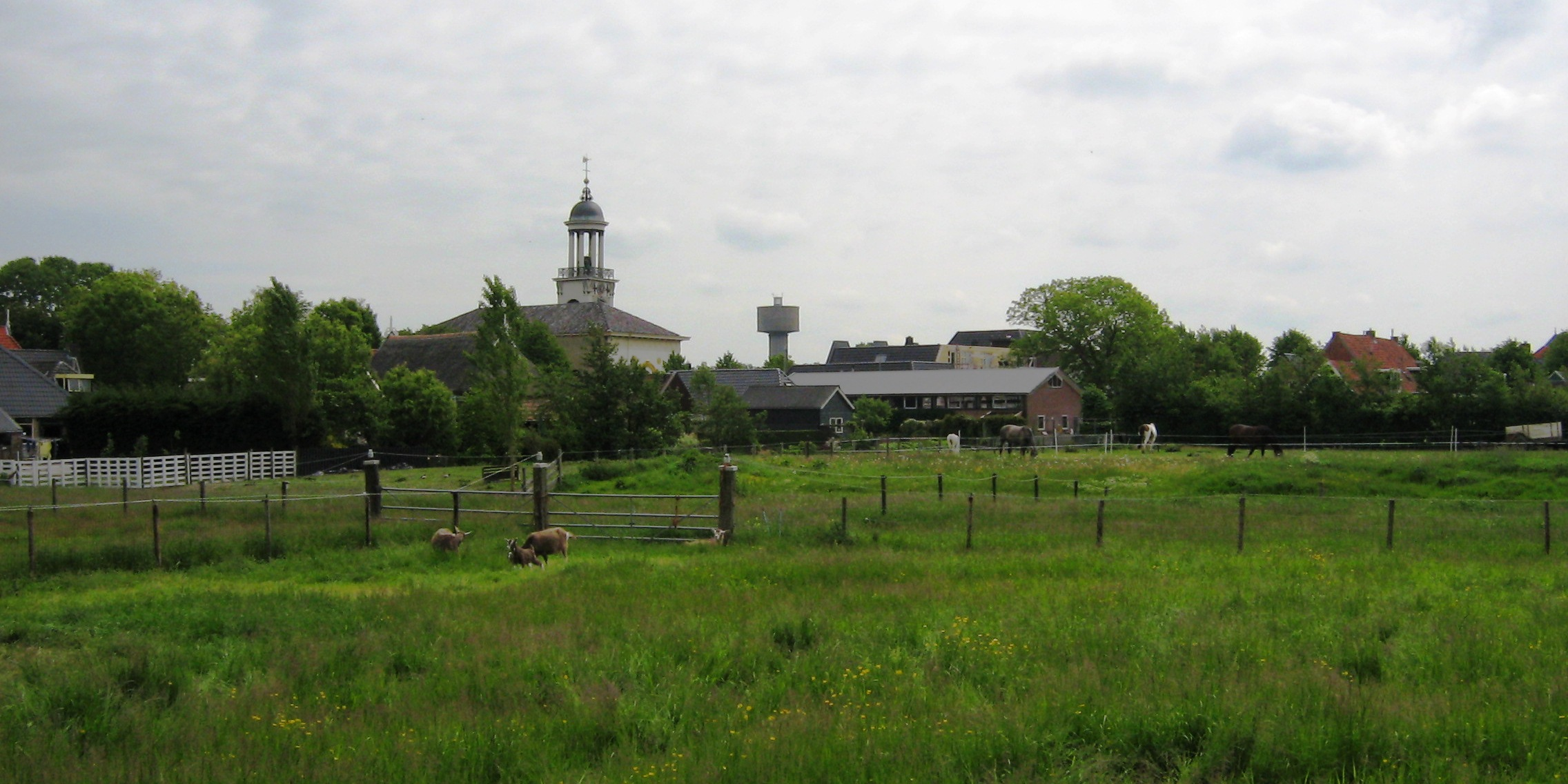
Sint Jacobiparochie.
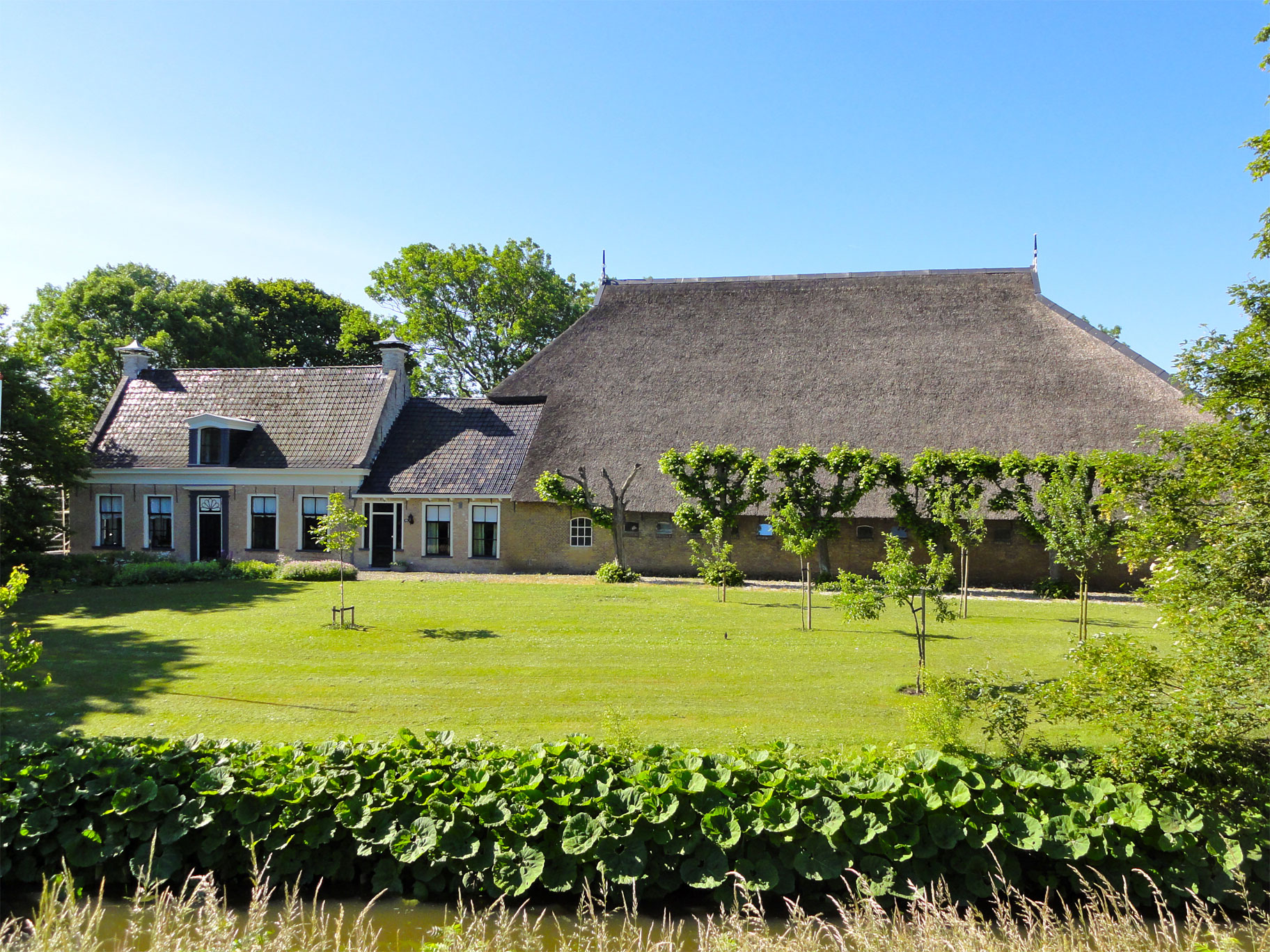
Sint Annaparochie